# Bălcaciu
Bălcaciu – wieś w Rumunii, w okręgu Alba, w gminie Jidvei. W 2011 roku liczyła 1062 mieszkańców.